# Monasterio de las Huelgas (Burgos)
El monasterio de Santa María la Real de las Huelgas, conocido popularmente como monasterio de las Huelgas, situado en la ciudad de Burgos (Castilla y León, España), es un monasterio de la congregación de monasterios de monjas cistercienses de San Bernardo. Fue fundado en 1187 por el rey Alfonso VIII de Castilla y su esposa Leonor de Plantagenet.
Alberga obras de gran valor, entre ellas, algunas de las vidrieras más antiguas de España.

## Situación
Está situado al occidente de la ciudad de Burgos, algo retirado del río Arlanzón, en un terreno llano que antiguamente estaba ocupado por prados y que era conocido como «Las Huelgas», que era la forma en que se denominaba al terreno de cultivo no trabajado y dedicado a pastos. Actualmente, está considerado como BIC (Bien de Interés Cultural) (fue declarado Monumento histórico-artístico perteneciente al Tesoro Artístico Nacional mediante decreto de 3 de junio de 1931).

## Historia

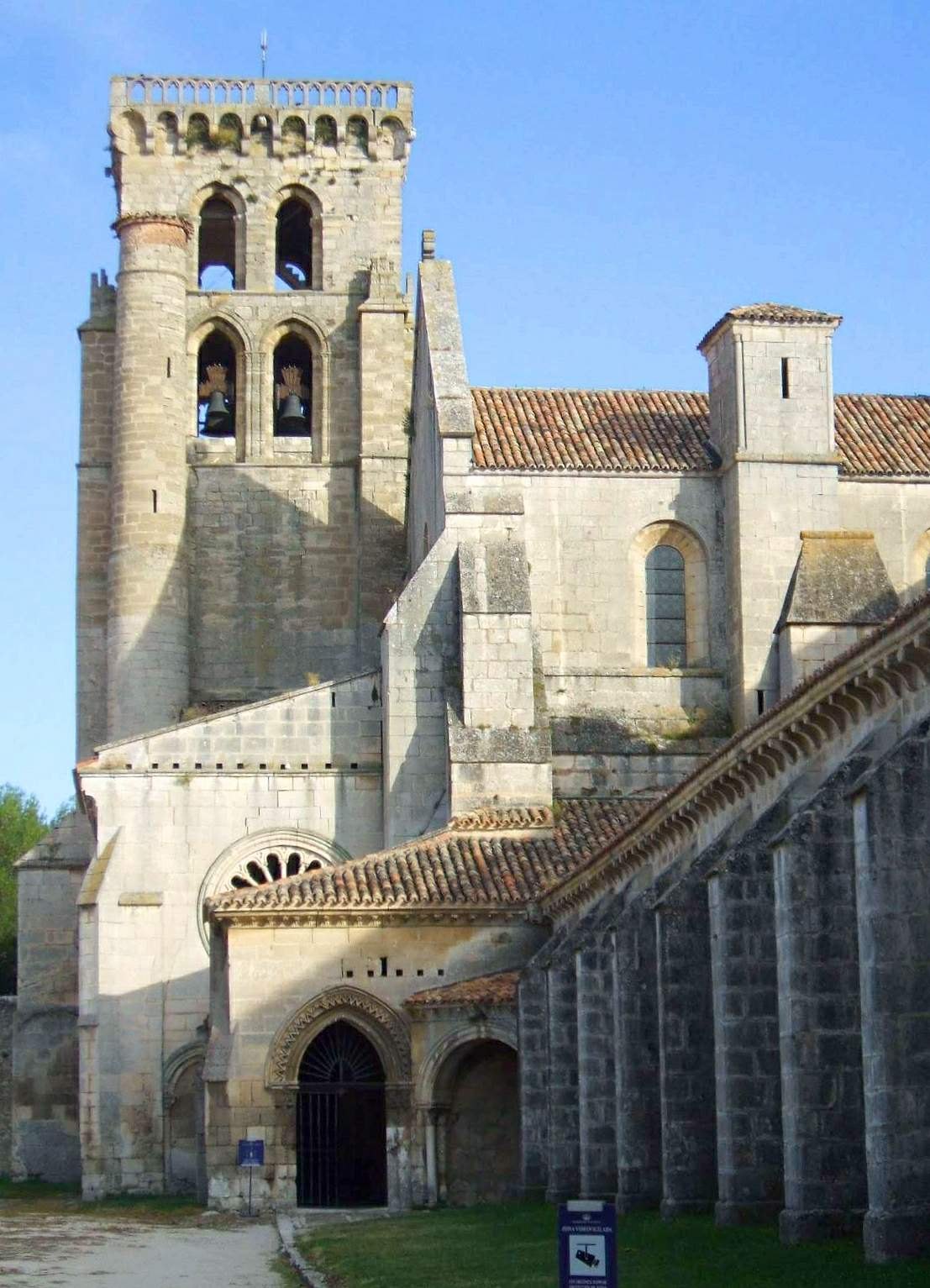
Vista

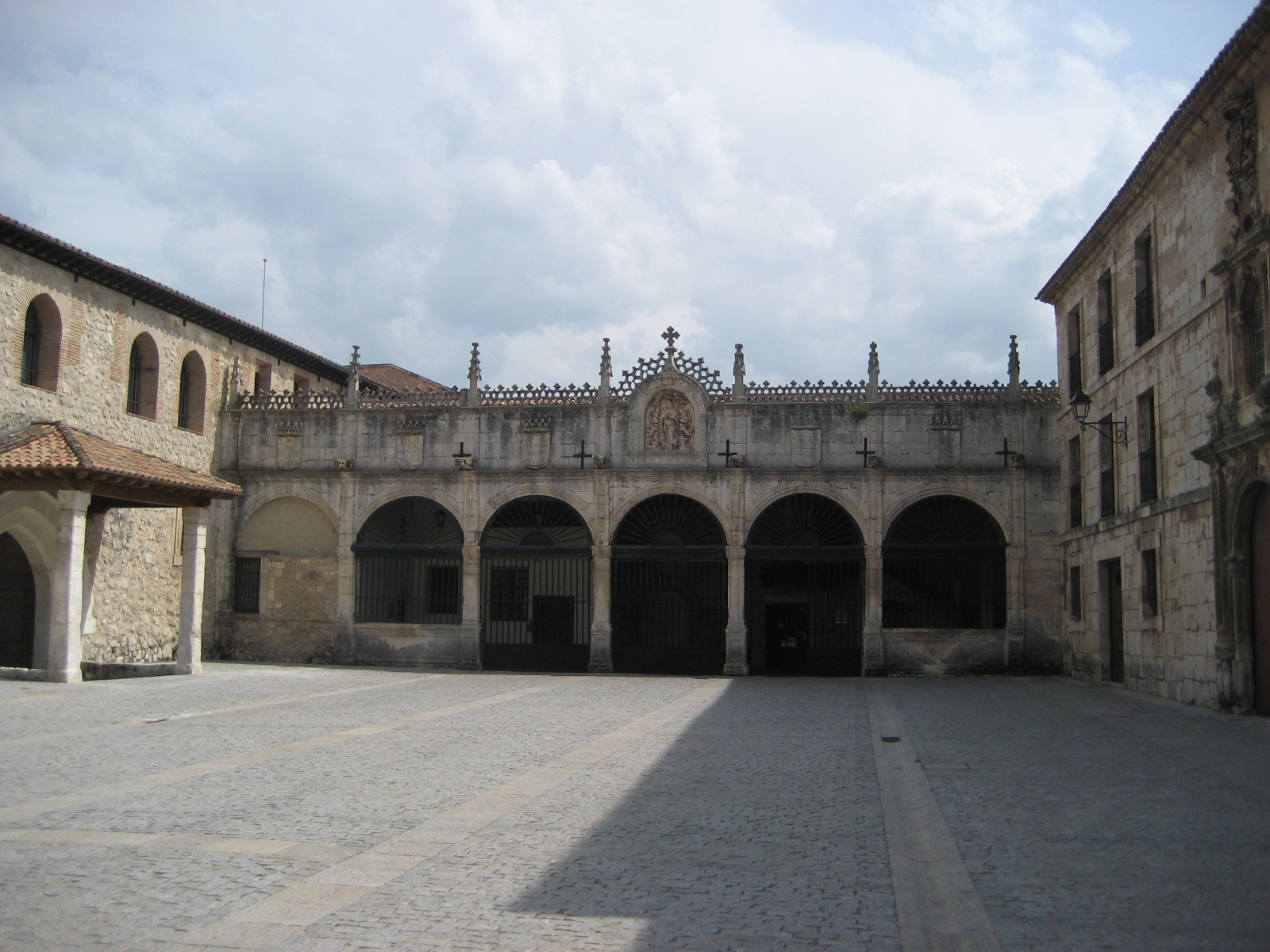
Claustro

### Fundación
Existía un pequeño palacio en estos terrenos donde está ubicado el monasterio, del cual se conservan algunos pequeños vestigios. El lugar fue elegido por el rey Alfonso VIII y su esposa Leonor de Plantagenet para levantar un monasterio cisterciense femenino que se fundó en junio de 1187.
Fue la reina Leonor quien puso mayor empeño en conseguir esta fundación con el fin de que las mujeres pudieran alcanzar los mismos niveles de mando y responsabilidad que los hombres, al menos dentro de la vida monástica. Elevaron al papa Clemente III la petición para fundar y consagrar el nuevo monasterio, petición que fue concedida de inmediato. Los reyes donaron cerca de cincuenta lugares cuyas tierras constituyeron desde el principio un importante patrimonio que se multiplicaría con el tiempo. Se conserva la carta fundacional del rey que empieza diciendo:
Yo, Alfonso, por la gracia de Dios, rey de Castilla y Toledo, y mi mujer, la reina doña Leonor…
Cîteaux otorgó a este monasterio el derecho a instituirse como matrem ecclesiam equiparándose así al gran monasterio francés de Fontevrault. En 1199 se convirtió definitivamente en casa madre de los monasterios femeninos de Castilla y de León.
La vida del monasterio dio comienzo con un grupo de monjas que llegaron desde el Monasterio de Santa María de la Caridad de Tulebras (en Navarra), donde existía desde 1157 el primer monasterio cisterciense femenino de la península. Las dos primeras abadesas fueron la infanta de sangre real Misol (o Mariasol) y la infanta Constanza, hija de los reyes fundadores.

### Peculiar jurisdicción
La abadesa de Las Huelgas llegó a disfrutar de una autonomía y poder tan elevados que estaba por encima de la curia episcopal, dependiendo directamente del papa.
La abadesa, como mujer, no podía confesar, decir una misa, ni predicar, pero era ella quien daba las licencias para que los sacerdotes hicieran estos trabajos.
La concesión era dada en nombre de Dios y de la Sede Apostólica.
Era dueña de un señorío material y un señorío jurídico.
El señorío material estaba compuesto por:
- 54 villas
- tierras
- molinos
- exenciones fiscales de pontazgo, portazgo y montazgo.

El señorío jurídico tenía su propio fuero, cuyas leyes en el tema civil y criminal dirigía y vigilaba la abadesa.
Podían nombrar alcaldes y ejercían su jurisdicción sobre un buen número de monasterios cuyas abadesas eran nombradas por la abadesa de Las Huelgas.
Todos los privilegios se mantuvieron intactos a través de los siglos hasta el siglo XIX, en que fueron suprimidos por el papa Pío IX.
Durante la Edad Media, en este monasterio se llevaban a cabo ceremonias tan importantes como las de proclamar a los reyes y armar caballeros. Entre los caballeros armados antes de ser reyes figuran Fernando III el Santo, Eduardo I de Inglaterra, Alfonso XI de Castilla y de León, Pedro I de Castilla (que además nació en la torre defensiva del edificio) y Juan II. Los reyes coronados aquí fueron Alfonso XI y su hijo Enrique II de Trastámara. También tuvo gran importancia como panteón real y de nobles, con magníficos sepulcros, muchos de los cuales fueron profanados durante la Guerra de la Independencia Española.
Durante la guerra civil española, el día 2 de diciembre de 1937 se celebra en este monasterio el I Consejo Nacional del Movimiento.
En la actualidad este monasterio está gobernado por monjas cistercienses. Tiene diez habitaciones preparadas para retiro espiritual de mujeres que lo soliciten. La abadesa actual no tiene mandos ni privilegios especiales civiles ni jurídicos. Tanto ella como la comunidad de monjas dedican su vida a la oración y a atender unas mínimas posesiones.
Coto Redondo, que formaba parte del Partido de Burgos, uno de los catorce que formaban la Intendencia de Burgos, en su categoría de pueblos solos, durante el período comprendido entre 1785 y 1833, en el Censo de Floridablanca de 1787, jurisdicción de abadengo. Contaba entonces con 343 habitantes.
Jurisdicción de abadengo, siendo su titular el Monasterio de Las Huelgas:
- En el partido de Burgos sobre las villas de Sargentes de la Lora, con alcalde ordinario y los lugares de Lorilla y Valdeajos, ambos con alcalde pedáneo.
- En el partido de Juarros sobre las villas de Arlanzón y de Urrez, con alcalde ordinario.
- El la Merindad de Bureba sobre el lugar de Revillagodos.
- En la Hermandad de Montes de Oca las villas de Loranquillo y Quintanaloranco.

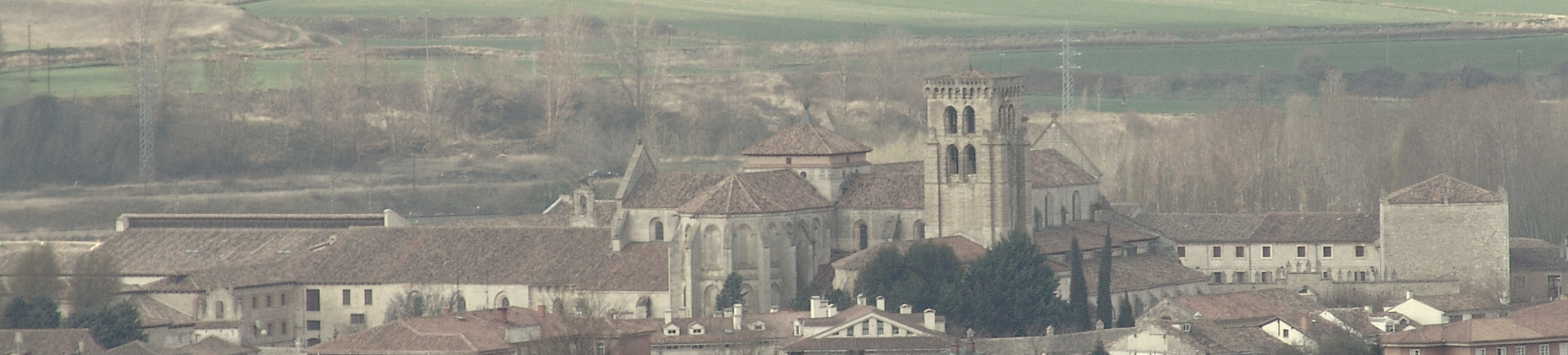
El Monasterio visto desde el castillo

### Abadesas famosas
Desde 1187 a 1587 hubo 37 abadesas perpetuas. Desde esa fecha las abadesas fueron trienales. Ana de Austria (hija de don Juan de Austria) fue la excepción pues ejerció como abadesa perpetua desde 1611 a 1629.
Otra abadesa célebre fue la venerable Antonia Jacinta de Navarra (1602-1656). En su juventud se le concedió temporalmente llevar los estigmas de la Pasión de Cristo. Gobernó el monasterio entre 1653 y 1656.

## Arquitectura del monasterio
Es un monasterio amplio y complejo, con aspecto de fortaleza, con dependencias que se fueron añadiendo a lo largo de los siglos, como las viviendas tradicionales de los criados y los clérigos, las casas de la administración y las escuelas. Todo el recinto estuvo amurallado. Se conservan dos puertas: una para el público, que conduce al Compás de Afuera, y otra llamada de Alfonso XI, que conduce al Compás de Adentro; esta parte se utilizó como servicio para las monjas.
Comenzaron las obras a finales del siglo XII y continuaron en el XIII. Existen documentos en que se nombra a un "maestro Ricardo" que intervino en su construcción. La parte más antigua corresponde al claustro románico conocido con el nombre de "las claustrillas", después le sigue en el tiempo la iglesia, de corriente protogótica, y el claustro de San Fernando que es ya de claro estilo gótico, con bóvedas de yeserías mudéjares.
Puede verse por distintos puntos del complejo monástico el emblema heráldico del rey constructor, el castillo, que aparece en la torre, en tímpanos y jambas de las puertas.

### Iglesia

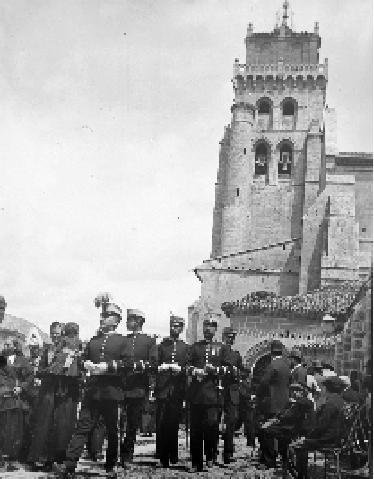
Vista del Monasterio durante la celebración de El Curpillos a finales del

El edificio de la iglesia sigue el modelo cisterciense con tres naves alargadas, más la nave del crucero, que en este caso tiene un muro de separación con el resto de la iglesia debido a la condición de clausura. Se aparta de la severidad del cisterciense en lo referente a la ornamentación arquitectónica, con elementos muy particulares que demuestran la influencia francesa, como en las bóvedas angevinas de planta cuadrada achaflanada y en las columnillas voladas sobre repisa. Se cree que la reina Leonor mandó traer desde Angers a alguno de los arquitectos. Este tipo de arquitectura creó escuela en la comarca burgalesa y la imitaron en la cabecera de la catedral de Burgos, en la de la catedral de El Burgo de Osma, en Sasamón y otras.
La fachada septentrional está formada por 19 arcos apuntados, dispuestos de dos en dos entre recios contrafuertes. En la pared del brazo del crucero se abre un rosetón.
En el interior destaca la bóveda angevina del crucero, de planta cuadrada, con ocho arcos formeros, dos diagonales y otros dos en los ejes, que componen la bóveda sexpartita cupuliforme. Las capillas absidiales que están pegadas a la mayor también responden al estilo angevino. Se cree que esta obra se hizo entre 1180 y 1215 con artistas de la reina Leonor, mientras que el resto fue de 1215 a 1220 con los maestros franceses de Fernando III el Santo.
En el presbiterio se contempla el gran retablo del siglo XVIII, obra del arquitecto Policarpo de Lanestosa, el escultor Juan de Pobes y el dorador Pedro Guillén. Adornado con columnas salomónicas, tiene en su parte central la imagen de la Asunción y en el ático el Calvario cobijado en una concha muy adornada con numerosos ángeles músicos. Sobre el muro de la Epístola (muro sur) está el órgano barroco. El púlpito es de hierro forjado y está montado sobre un soporte que le permitía girar de manera que las monjas pudieran escuchar mejor al predicador desde la clausura.
En las naves longitudinales de lo que fue la clausura se encuentran los numerosos sepulcros de infantes y reyes. Alfonso VIII quiso hacer de esta iglesia un panteón real. Se han podido conservar muchos de estos ricos enterramientos y muchos otros se perdieron en expolios, guerras y barbarie.

### Los sepulcros

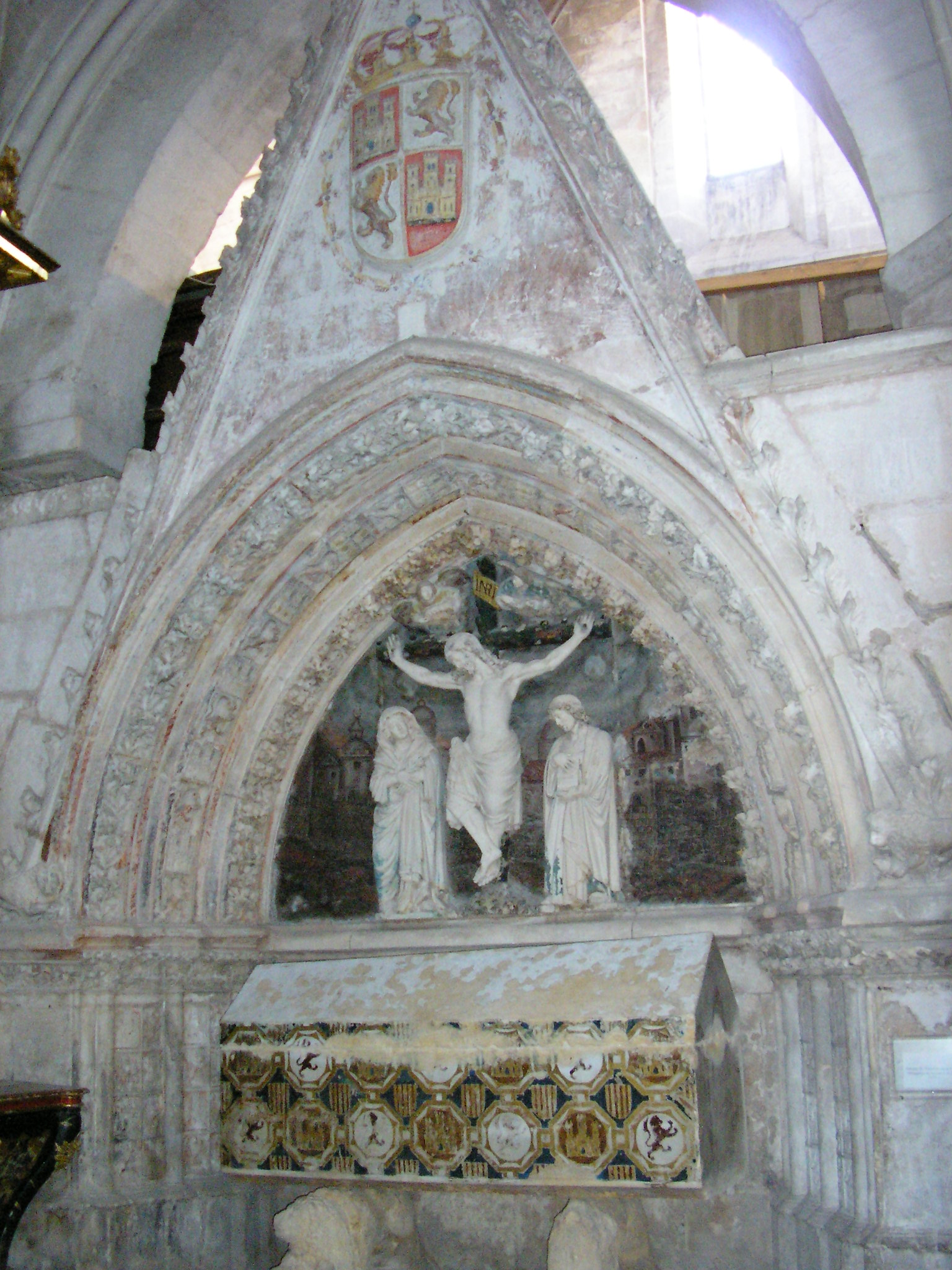
Sepulcro del infante Fernando de la Cerda (1255-1275)

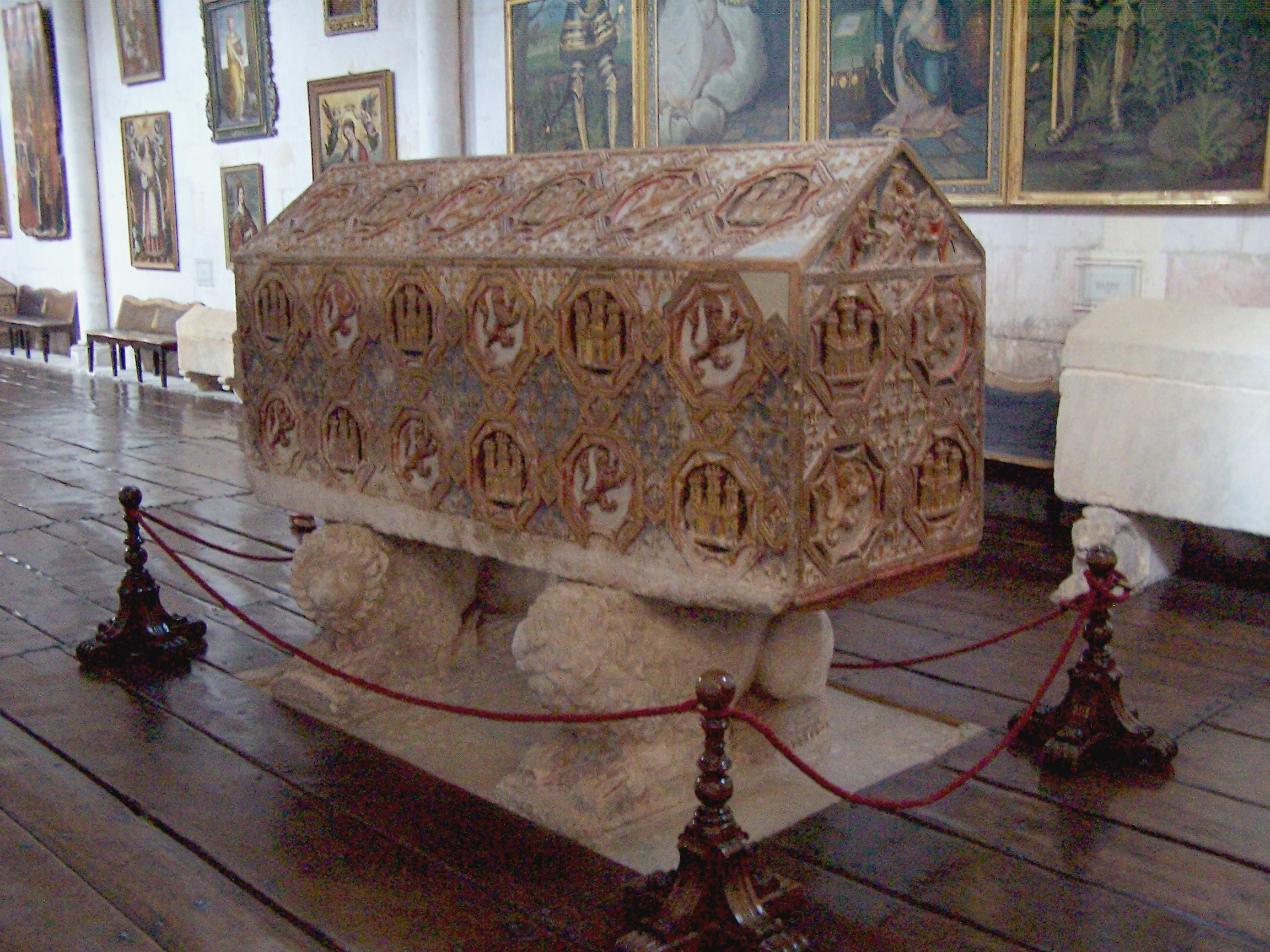
Sarcófago de Alfonso de la Cerda «el Desheredado» (1270-1333)

Es sabido que uno de los principales motivos que impulsó al rey Alfonso VIII a edificar este monasterio es el de convertirlo en panteón de reyes y que él mismo quiso ser enterrado aquí junto a su mujer. En toda la iglesia pueden verse bastantes sepulcros de la familia real, unos más artísticos y otros más pobremente adornados, pero todos de gran importancia histórica. Estos enterramientos sufrieron un grave expolio durante la época de la ocupación por las tropas francesas de Napoleón en el siglo XIX. Muchos se han podido recuperar, pero el ajuar que se conservaba dentro junto al cadáver está perdido. Únicamente se salvó el de don Fernando de la Cerda, cuyos ropajes intactos se han podido guardar en el Museo de Telas. Los más importantes son:
- Aquellos que están en el atrio, antes de entrar en la iglesia por la puerta gótica. Son de los siglos XIII y XIV y se cree que contienen enterramientos de caballeros muertos en la Batalla de las Navas de Tolosa.
- Sepulcro de Enrique I de Castilla, hijo de Alfonso VIII y Leonor de Plantagenet, muerto en Palencia en 1217 a la edad de 13 años, tras haber sufrido una intervención en el cráneo. Se cuenta que le cayó encima una gran teja que le ocasionó una herida mortal. Se encuentra en la nave del Evangelio (nave norte).
- Sepulcro de don Fernando de la Cerda hijo de Alfonso X el Sabio, heredero al trono, pero murió antes que su padre el rey. Es en piedra policromada, con ornamentación de símbolos heráldicos. Se encontró intacto y sin saquear y pudieron extraerse las mejores piezas de vestidos medievales que se custodian en la actualidad en el Museo de Telas Medievales, ubicado en la antigua cilla o almacén del monasterio.
- Sepulcro de Leonor de Castilla, reina de Aragón. Es pequeño y muy bien cincelado, de fines del siglo XII, románico.

Sepulcros de los reyes fundadores, en la nave central, de piedra con ornamentación heráldica con los castillos del rey y los tres leones del escudo inglés de la reina. Sus tapas son a doble vertiente. Se apoyan sobre pedestal custodiado por cuatro leones.
- Sepulcro de Constanza de Castilla, hija de los reyes fundadores y segunda abadesa del monasterio.
- Sepulcro de Sancho de Castilla, hijo de Fernando III el Santo, que fue arzobispo de Toledo.
- Sepulcros unidos de Berenguela de Castilla (hija de Fernando III el Santo), con suntuosa decoración, y de Blanca de Portugal, con decoración heráldica en entrelazados mudéjares.
- Sepultura lisa de María Ana de Austria, fallecida en 1629, hija natural de don Juan de Austria y nieta de Carlos I de España, que fue abadesa de este monasterio. Anteriormente estuvo en el convento de Madrigal de las Altas Torres, donde protagonizó un hecho insólito junto al famoso pastelero de Madrigal, inmortalizado por el escritor español José Zorrilla en su obra Traidor, inconfeso y mártir.

#### Personas reales enterradas en el monasterio
Nave del Evangelio

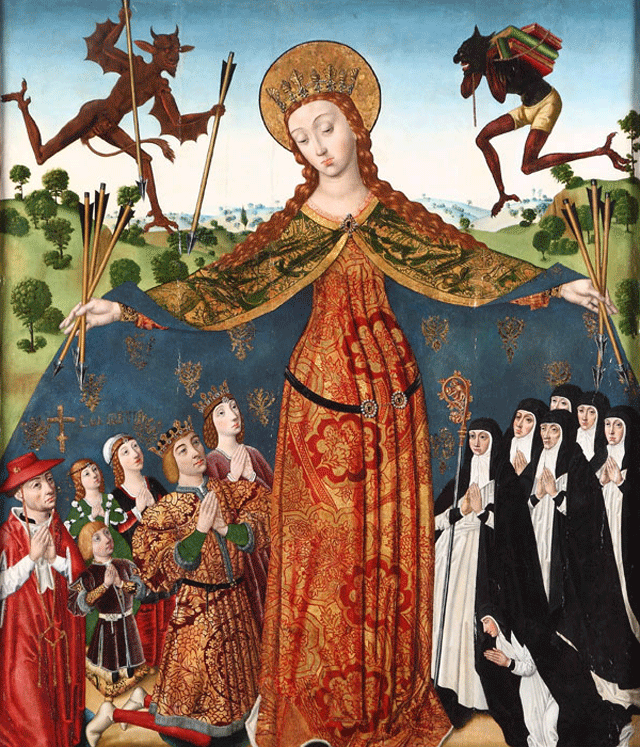
Virgen de la Misericordia con los Reyes Católicos y su familia, tabla atribuida a Diego de la Cruz en la que se aprecian los retratos de los Reyes Católicos bajo el manto de la Virgen

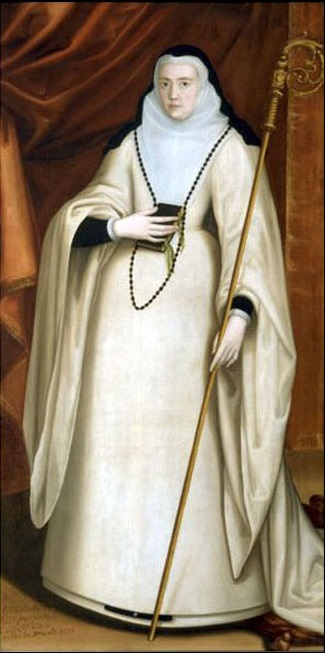
María Ana de Austria, abadesa del monasterio Real de las Huelgas

1. Fernando de la Cerda, hijo de Alfonso X el Sabio y de Violante de Aragón. (1255-1275)
2. Enrique I de Castilla, hijo de Alfonso VIII de Castilla y de Leonor de Plantagenet. (1204-1217)
3. Sancho de Castilla, hijo de Alfonso VIII de Castilla. (1181-1181)
4. Fernando de Castilla, hijo de Alfonso VIII de Castilla. (1189-1211)
5. Fernando, hijo ilegítimo de Alfonso X el Sabio.
6. Manuel de Castilla, hijo de Fernando III de Castilla y de la reina Beatriz de Suabia y padre de Don Juan Manuel. (1234-1283)
7. Fernando, hijo de Sancho VI de Navarra. (m. 1208)
8. Alfonso de la Cerda, nieto de Alfonso X de Castilla. (1270-1333)
9. Sancho de Castilla, hijo de Fernando III . (1233-1261)
10. Felipe de Castilla, hijo de Sancho IV de Castilla y de la reina María de Molina. (1292-1327)
11. Sancho Alfonso de Castilla, hijo ilegítimo de Alfonso XI de Castilla. (1331-1343)
12. Pedro de Castilla, hijo de Sancho IV y de la reina María de Molina, (1290-1319)
13. Mafalda de Castilla, hija de Alfonso VIII de Castilla. (1191-1204)

Nave central
1. Blanca de Portugal, hija de Alfonso III de Portugal y nieta de Alfonso X el Sabio. (1259-1321)
2. Berenguela de Castilla, infanta, hija de Fernando III y de la reina Beatriz de Suabia. (1228-1279)
3. Margarita de Saboya, duquesa de Mantua. (1589-1655)
4. Alfonso VIII de Castilla, hijo de Sancho III de Castilla. (1155-1214)
5. Leonor de Plantagenet, esposa de Alfonso VIII de Castilla e hija de Enrique II de Inglaterra. (1162-1214) y Leonor de Aquitania (1124-1204).
6. Berenguela de Castilla, esposa de Alfonso IX de León y madre de Fernando III el Santo. (1180-1246)
7. María Ana de Austria, hija de Don Juan de Austria y nieta de Carlos I de España. Abadesa del Monasterio.

Nave de la Epístola
1. Constanza de Castilla, hija de Alfonso VIII de Castilla. (c. 1195-1243)
2. Constanza de León, hija del rey Alfonso IX de León. (1200-1242)
3. Blanca de Castilla, hija del infante Pedro de Castilla y nieta de Sancho IV el Bravo. (m. 1375)
4. María de Aragón, hija de Jaime II de Aragón, y esposa del infante Pedro de Castilla. (1299-1347)
5. Constanza de Castilla, hija de Alfonso X el Sabio y de la reina Violante de Aragón . (1259-1280)
6. Isabel Alfonso de Molina, nieta del infante Alfonso de Molina y biznieta de Alfonso IX de León. (m. 1292)
7. Leonor de Castilla, hija de Fernando IV de Castilla y esposa de Alfonso IV de Aragón. (1307-1359)
8. María de Almenara (m. 1196), hija del conde Ermengol VI de Urgel y Elvira Rodríguez de Lara, y bisnieta de Alfonso VI de León.
9. María de Aragón, hija ilegítima de Fernando el Católico, rey de Aragón. (m. 1543).

### Las Claustrillas

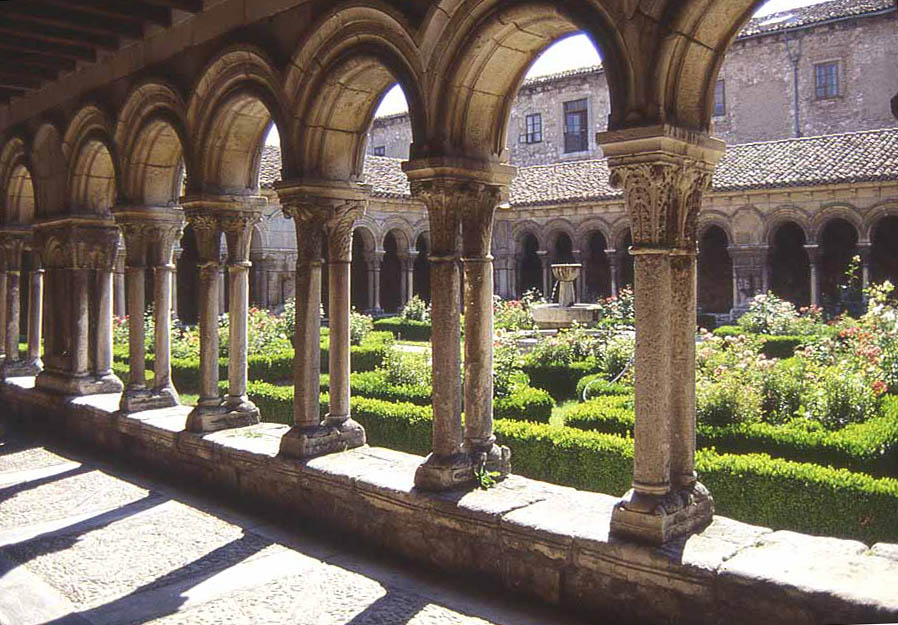
Las Claustrillas

Llaman así al pequeño claustro antiguo, de planta rectangular, que perteneció al monasterio fundado en 1187. Cuando se creó el otro claustro de San Fernando, las monjas utilizaron este espacio para su propio recreo y meditación. Se cree que el autor de la obra fue el maestro Rodrigo, que dejó otras obras por estas tierras.
Cada lado presenta doce arcos que se apoyan sobre columnas pareadas con capiteles alargados, entre románicos y góticos, con ornamentación vegetal muy estilizada. En las esquinas y centro de cada lado se interrumpe la arquería con machones (o pilar), cuyos capiteles están ricamente labrados con temas de castilletes.

### Claustro de San Fernando
Fue construido hacia el primer cuarto del siglo XIII. Sus galerías están cubiertas por bóvedas de cañón, reforzadas por arcos fajones que se apoyan en ménsulas de decoración vegetal hacia el interior y lisas hacia el exterior. En algunas zonas se conservan restos de yeserías hispanomusulmanas policromadas con motivos de pavos reales, heráldica, atauriques y lacerías. Cada panda o lado está recorrido por arquerías apuntadas, cuyos arcos están agrupados de tres en tres entre machones. En la panda sur está el refectorio y en la del oeste estaba la cilla o almacén, destinado en la actualidad a Museo de Telas. En el lado este se encuentra la sala capitular.
En este claustro pueden admirarse algunas portadas y algunas puertas de madera, sobre todo una de origen musulmán, del siglo XI, procedente de la conquista de Almería. Desde él se accede al otro claustro llamado Las Claustrillas por un pasadizo cuyo techo está decorado con yeserías.

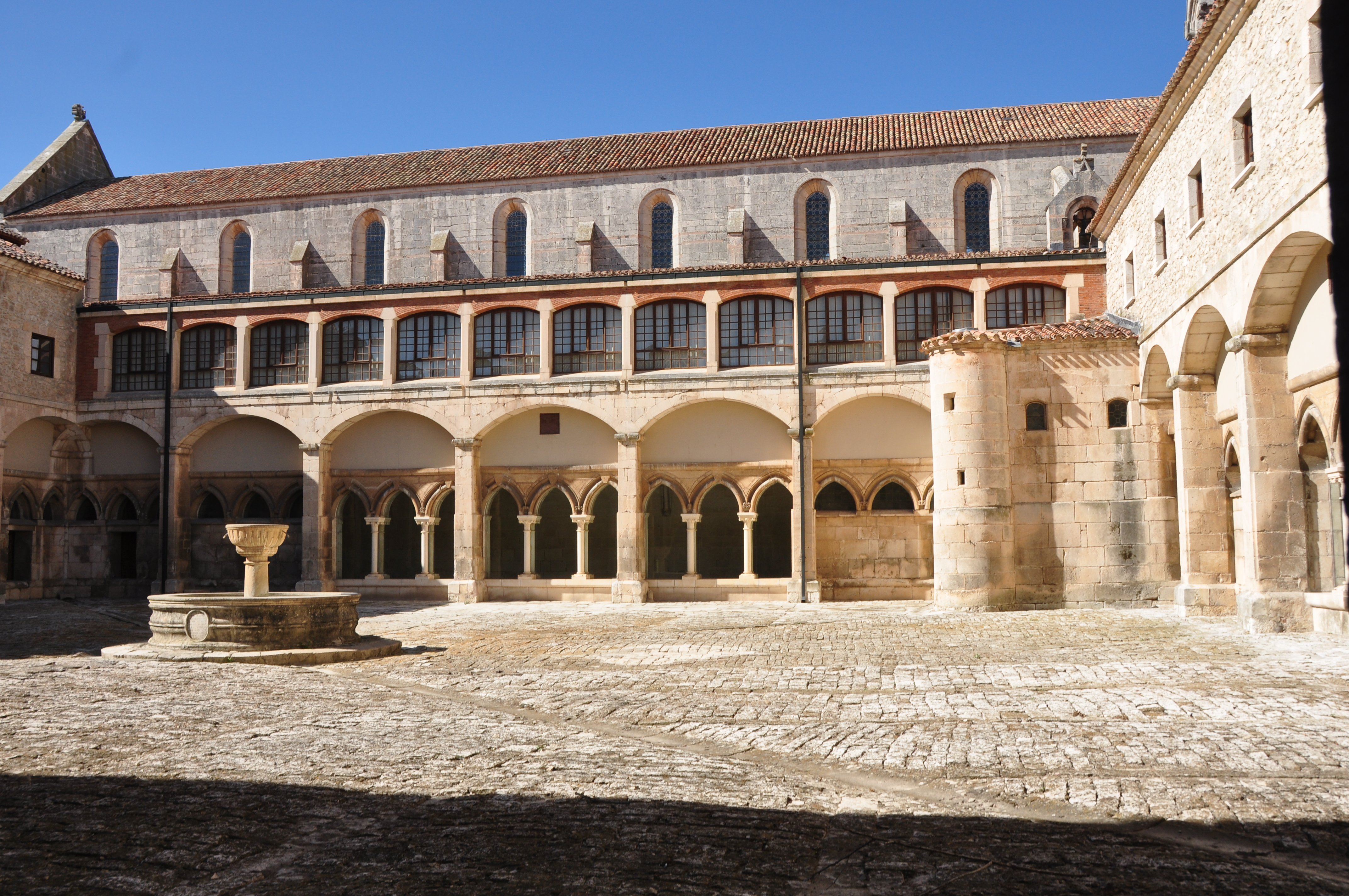
Claustro de San Fernando
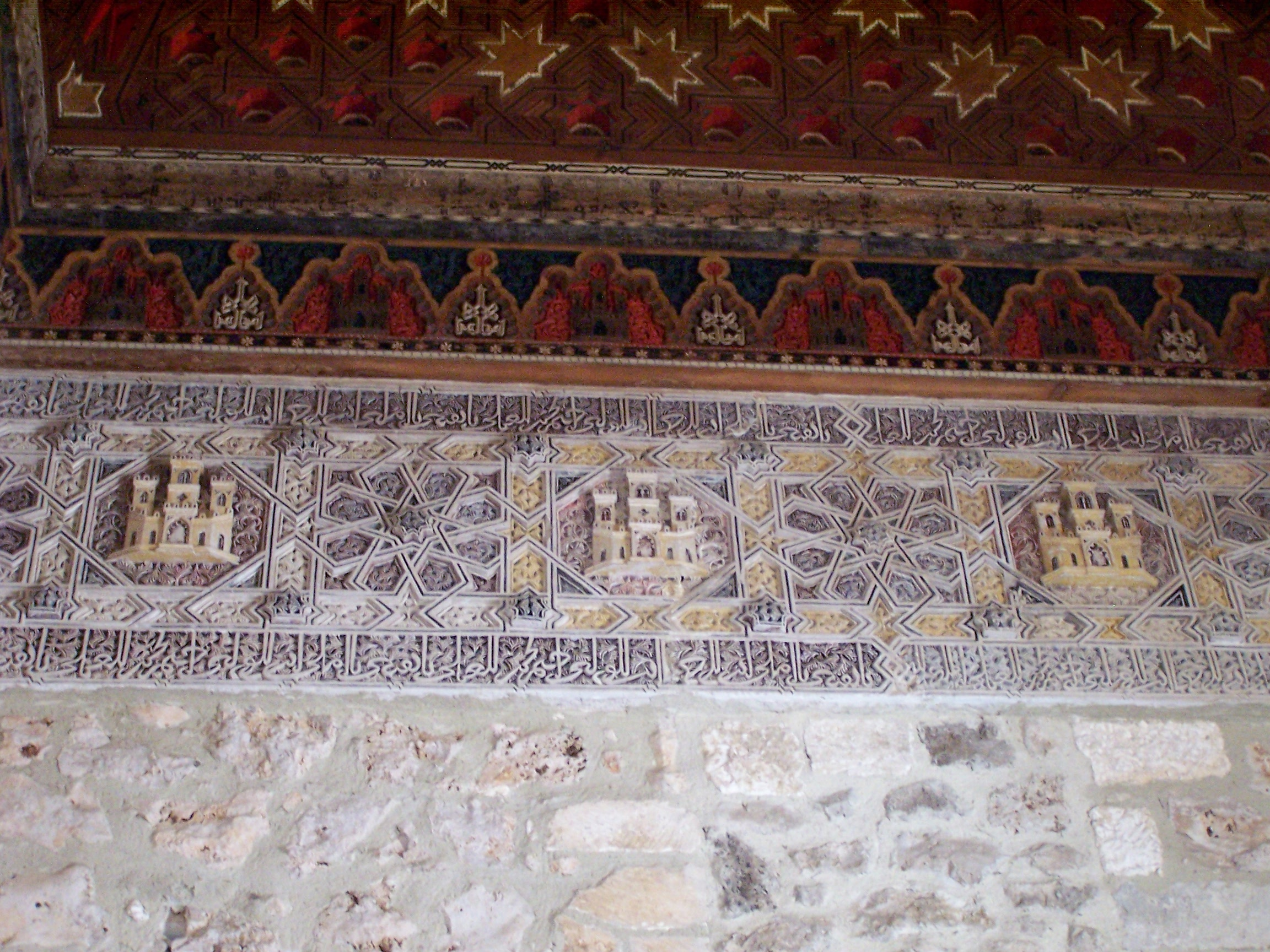
Yesería mudéjar con Castillo heráldico y caligrafía árabe
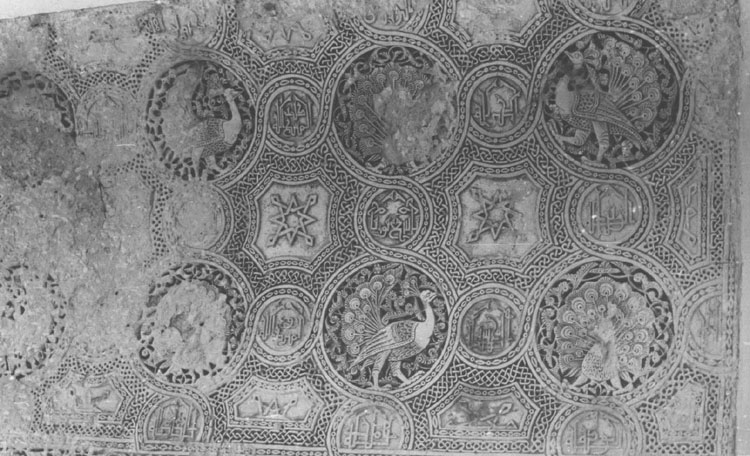
Yesería mudéjar con pavos reales
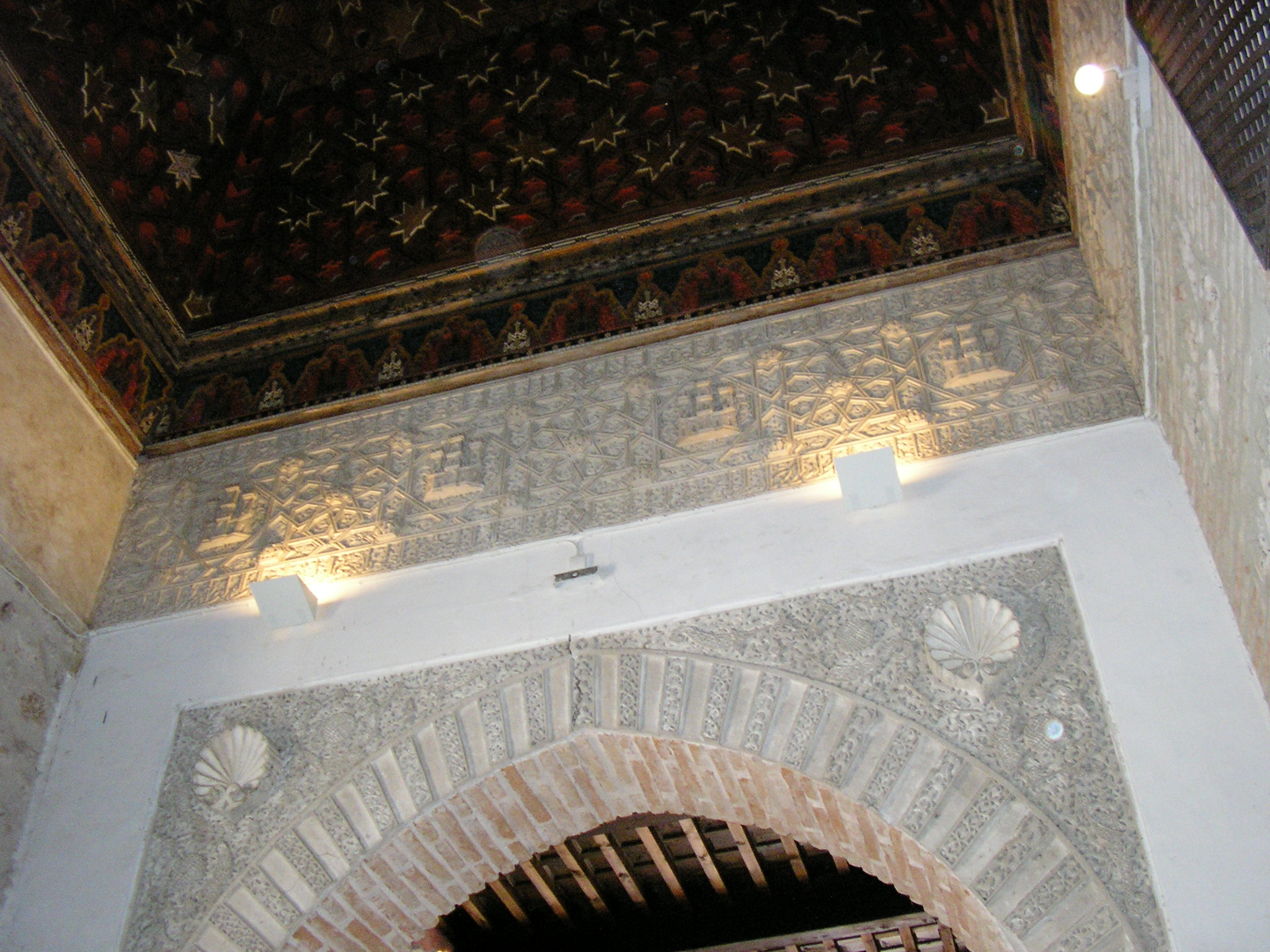
Yesería y techumbre de madera policromada mudéjares

#### Sala capitular
La sala capitular del claustro de San Fernando tiene su lugar de emplazamiento en la misma disposición que en los monasterios de monjes cistercienses, pero en este caso es especial por su altura y esbeltez que la hace mucho más amplia y luminosa. El piso de arriba, que suele estar ocupado por el dormitorio, se desplaza en este caso al ocupar su espacio la parte alta de esta sala.
Está construida sobre cuatro apoyos centrales que dividen la sala en nueve tramos y nueve perfectas bóvedas. Los apoyos son cuerpos cilíndricos que están rodeados de ocho columnillas exentas y monolíticas. Este núcleo cilíndrico está despiezado por hiladas horizontales monolíticas, demostrando la originalidad constructiva de los maestros franceses que aquí intervinieron. Los nervios de la bóveda arrancan de unos anillos o ménsulas también monolíticos y sin labrar. La bóveda es de crucería, de estilo francés con la particularidad de tener cada plemento de una sola piedra. La puerta de acceso es abocinada, de varios arcos apuntados labrados con dientes de sierra.
En esta sala se exhiben varias piezas de valor histórico y artístico, como el llamado Pendón de las Navas (referido a la batalla de las Navas de Tolosa), aunque en realidad es un trofeo de guerra conquistado a los almohades precisamente por Fernando III tras su conquista de Jaén, Córdoba y Sevilla. Está decorada además con varios tapices flamencos y en una vitrina se guarda una carta de santa Teresa.

#### Museo de Ricas Telas Medievales
Así se llama el museo instalado en el claustro de San Fernando en la estancia que sirvió al monasterio como cilla o almacén. Se guarda una rica variedad de objetos y telas del siglo XIII y siglo XIV que ayudan a conocer la vida y costumbres de la gente de aquella época.
La sala tiene un techo adornado con rica yesería mudéjar de estilo cordobés con motivos heráldicos y escrituras de salutaciones latinas. A pesar del expolio y abandono que hubo a través de los siglos, todavía se conserva un material de piezas únicas cuya exposición ocupa 18 vitrinas. Hay ornamentos sagrados, sedas, tafetanes, cendales (tela de seda transparente), brocados, cojines, etc. En el centro se halla colocado un ataúd con el cadáver semiincorrupto de Fernando de la Cerda. En la vitrina n.º 6 puede verse el ajuar de Berenguela de Castilla, madre de Fernando III el Santo. Entre otras piezas hay un cojín granate de seda, con figuras de músicos y una leyenda que dice: No hay más divinidad que Dios. Esta leyenda se encuentra en numerosos frisos de edificios musulmanes, en escritura árabe. Destacan además las piezas halladas en la tumba de Fernando de la Cerda, única que se salvó de la profanación. Puede verse la riquísima indumentaria con que fue enterrado, a la moda musulmana en lo que a tejidos y diseños de refiere.

### Capilla de Santiago
Se encuentra fuera de las construcciones monásticas, aislada en el terreno de la huerta. Es de estilo mudéjar, construida en piedra y 
ladrillo. Tiene una puerta de arco túmido (llamado también arco árabe), un friso de 
yesería mudéjar y un artesonado notable. Se accede al presbiterio por otro túmido, donde se encuentra una imagen de Santiago del siglo XIII, articulada, que era utilizada para armar caballeros a los reyes y a los príncipes e infantes.

### Torre
Consta de varios pisos, los dos últimos con ventanas para las campanas. Tiene adosado un husillo cilíndrico (escalerilla de caracol); arriba hay una balaustrada calada sobre matacanes. Como remate de los contrafuertes están esculpidos los emblemáticos castillos tallados en piedra, símbolos de la heráldica del rey Alfonso VIII.

## El Códice musical
El Códice de las Huelgas es un manuscrito copiado en la primera mitad del siglo XIV y encuadernado en época reciente (a principios del siglo XX) donde se recoge el repertorio musical que cantaban las monjas del monasterio. Es una de las fuentes europeas más importantes de la polifonía del Ars Antiqua.
El códice se conserva en el propio monasterio.

## Horario de ceremonias religiosas
- Festivos: misa a las 10:15 horas.